# Котлас-Узловой
Ко́тлас-Узлово́й — узловая железнодорожная станция Сольвычегодского региона Северной железной дороги, находящаяся в городе Котласе Архангельской области.

## Деятельность
Коммерческие операции, выполняемые на станции:
- посадка и высадка на поезда местного и пригородного сообщения[2].

## Дальнее следование по станции
| Круглогодичное обращение поездов | Круглогодичное обращение поездов | Круглогодичное обращение поездов | Круглогодичное обращение поездов |
| № поезда                         | Маршрут движения                 | № поезда                         | Маршрут движения                 |
| -------------------------------- | -------------------------------- | -------------------------------- | -------------------------------- |
| 33 «Сыктывкар»                   | Сыктывкар — Москва               | 34 «Сыктывкар»                   | Москва — Сыктывкар               |
| 77                               | Воркута — Санкт-Петербург        | 78                               | Санкт-Петербург — Воркута        |
| 97                               | Микунь — Санкт-Петербург         | 98                               | Санкт-Петербург — Микунь         |
| 371                              | Котлас — Архангельск             | 372                              | Архангельск — Котлас             |
| 375                              | Воркута — Москва                 | 376                              | Москва — Воркута                 |

| Сезонное обращение поездов | Сезонное обращение поездов | Сезонное обращение поездов | Сезонное обращение поездов |
| № поезда                   | Маршрут движения           | № поезда                   | Маршрут движения           |
| -------------------------- | -------------------------- | -------------------------- | -------------------------- |
| 257                        | Печора — Адлер             | 258                        | Адлер — Печора             |
| 267                        | Сосногорск — Новороссийск  | 268                        | Новороссийск — Сосногорск  |

## Пригородное сообщение по станции
| № поезда | Маршрут движения       | № поезда | Маршрут движения      |
| -------- | ---------------------- | -------- | --------------------- |
| 6603     | Сольвычегодск — Кизема | 6604     | Кизема — Котлас-Южный |
| 6605     | Котлас-Южный — Кизема  | 6606     | Кизема — Котлас-Южный |

## Фотографии

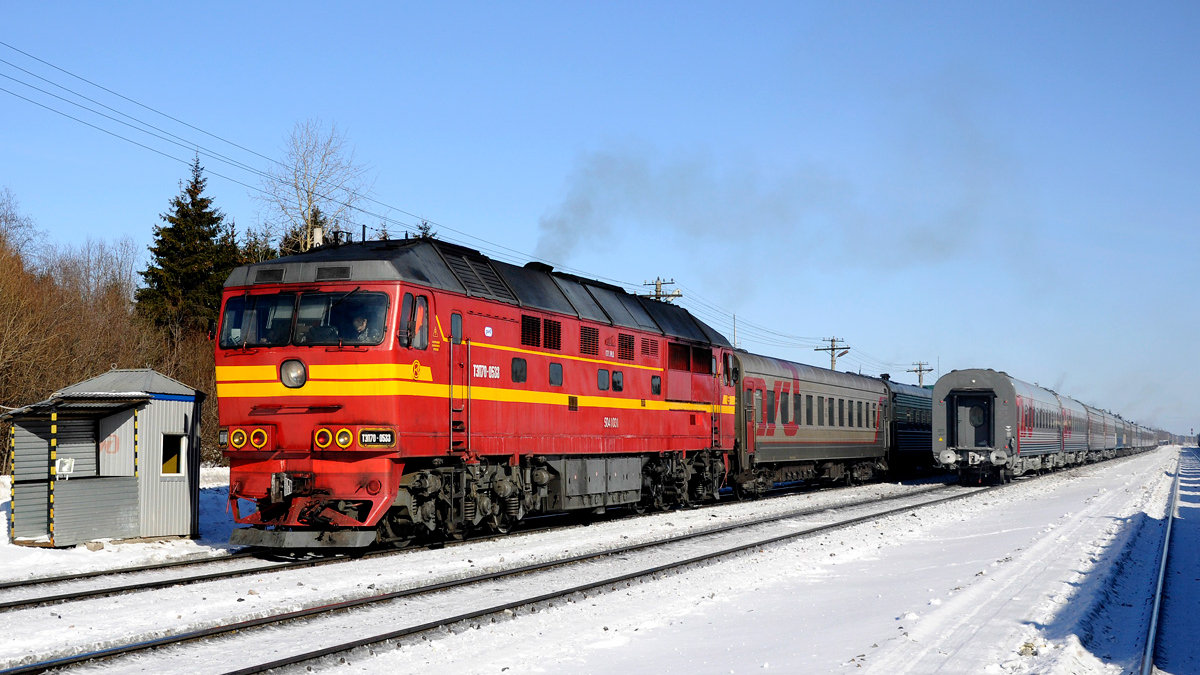
Тепловоз ТЭП70-0533 с пассажирским поездом Воркута — Москва на станции
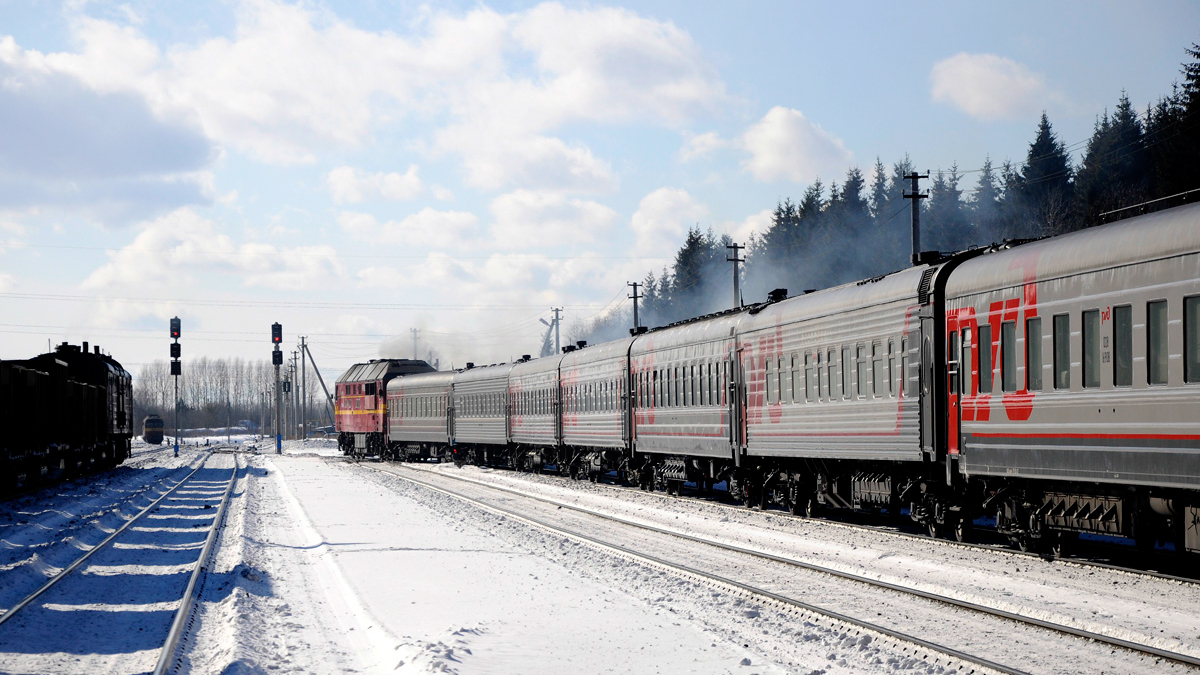
Тепловоз ТЭП70-0533 с пассажирским поездом Воркута — Москва отправился со станции